# Tisedi
Tisedi (łac. Tiseditanus) – stolica historycznej diecezji we Cesarstwie rzymskim w prowincji Numidia. Współcześnie okolica Aziz-Ben-Tellis w Algierii. Obecnie katolickie biskupstwo tytularne. Pierwszym biskupem Tisedi był Joseph Kilasara, biskup senior Moshi w Tanzanii. W latach 2005 – 2012 na stolicy tej zasiadał Marian Rojek, jako biskup pomocniczy przemyski. 

## Biskupi tytularni
| Lp. | Biskup                    | Funkcja                                                     | Od                   | Do                |
| --- | ------------------------- | ----------------------------------------------------------- | -------------------- | ----------------- |
| 1   | Joseph Kilasara CSSp      | biskup senior Moshi (Tanzania)                              | 3 listopada 1966     | 21 listopada 1978 |
| 2   | Jorge Ardila Serrano      | biskup pomocniczy Bogoty (Kolumbia)                         | 27 października 1980 | 21 maja 1988      |
| 3   | Luis Gutiérrez Martín CMF | biskup pomocniczy Madrytu (Hiszpania)                       | 15 września 1988     | 12 maja 1995      |
| 4   | Neil Willard              | biskup pomocniczy Montrealu (Kanada)                        | 27 czerwca 1995      | 25 marca 1998     |
| 5   | Gerhard Feige             | biskup pomocniczy Magdeburga (Niemcy)                       | 19 lipca 1999        | 23 lutego 2005    |
| 6   | Marian Rojek              | biskup pomocniczy przemyski                                 | 21 grudnia 2005      | 30 czerwca 2012   |
| 7   | Gustavo Montini           | biskup pomocniczy San Roque de Presidencia Roque Sáenz Peña | 14 lutego 2014       | 16 grudnia 2016   |
| 8   | Horst Eberlein            | biskup pomocniczy Hamburga                                  | 9 lutego 2017        |                   |